# Durch Flammen zum Glück
Durch Flammen zum Glück ist ein dänisches Filmdrama in drei Akten aus dem Jahr 1915.

## Handlung
Die junge Elsa, Tochter des Waldschenkenwirts, ist in den mittellosen, aber fleißigen Waldarbeiter Anders verliebt. Sie wird jedoch auch vom reichen Waldbesitzer Fuhrmann umworben und Elsas Eltern fühlen sich von der Aussicht auf eine gute Partie für ihre Tochter geschmeichelt. Eine Zigeunerin erkennt die Liebe zwischen Elsa und Anders und wahrsagt Anders, dass er durch Flammen zum Glück finden wird. Sie weiß zudem, dass an Fuhrmanns Händen Blut kleben wird, verheimlicht ihm jedoch diese Prophezeiung – aus Rache, da er sich ihrem Kind gegenüber unfreundlich verhalten hat.
Der Waldschenkenwirt hat eine geheime Leidenschaft: Er geht regelmäßig wildern, was sowohl seine Familie als auch Anders ablehnen. Bei einem seiner nächtlichen Jagden wird er von einer verirrten Kugel aus Fuhrmanns Waffe getroffen und stirbt. Anders hat Fuhrmann als Täter unter Verdacht, kann dessen Schuld jedoch nicht beweisen. Erst die Zigeunerin spielt ihm Beweise für Fuhrmanns Schuld in die Hände, die Anders jedoch nicht gegen Fuhrmann verwendet. Der wirbt unterdessen weiterhin um Else, und bald will deren Mutter sie zur Heirat mit Fuhrmann zwingen. Plötzlich bricht ein Gewitter los und über dem Dorf gehen Blitz und Donner nieder. Zahlreiche Häuser gehen in Flammen auf. Anders sieht von seiner ärmlichen Hütte aus das Dorf in Flammen stehen und eilt zu Hilfe, wobei sein Pferd durchgeht und von einer Brücke in den Fluss stürzt. Anders gelingt es, Elsa und ihre Mutter aus den Flammen zu retten. Zudem versucht er, Fuhrmann in Sicherheit zu bringen, doch stirbt der Waldbesitzer in den Flammen. Anders verzichtet darauf, Elsa und ihrer Mutter von Fuhrmanns Schuld am Tod des Waldschenkenwirts zu berichten. Elsas Mutter wiederum bittet Anders für ihr Verhalten um Vergebung und stimmt einer Hochzeit von Else und Anders zu.

## Produktion
Durch Flammen zum Glück kam am 2. Dezember 1915 in die dänischen Kinos. Die Uraufführung fand dabei im Victoria-Theater statt. In Deutschland lief der Film unter anderem im Januar 1916 im Filmhaus Christensen.
Die Längenangaben zum Film variieren, so nennt Det Danske Filminstitut eine Gesamtlänge von 682 Metern, während zeitgenössische deutschsprachige Kritiken eine Gesamtlänge von 1000 Metern angeben.

## Kritik
„Stoff gut, Photos, Spiel und besonders Reitersturz von der Brücke ins Wasser und Brandszene sehr gut“, urteilte die Kritik. „Der Film enthält wunderbare Szenen, die den Wald direkt auf die Leinwand zaubern“, befand die Filmwoche Wien.